# Claude-Joseph Buget
 (mars 2019).
Si vous disposez d'ouvrages ou d'articles de référence ou si vous connaissez des sites web de qualité traitant du thème abordé ici, merci de compléter l'article en donnant les références utiles à sa vérifiabilité et en les liant à la section « Notes et références ».
Claude Joseph Buget, né le 10 septembre 1770 à Bourg-en-Bresse (Ain), et mort le 2 octobre 1839 à Perpignan (Pyrénées-Orientales), est un général français de la Révolution et de l’Empire.

## Biographie
Son père, chirurgien-major de l'hôpital de Bourg-en-Bresse, l'a destiné à l'état ecclésiastique, mais la révolution française chasse Buget du séminaire et le jette dans les camps. Parti comme soldat, il est nommé sous-lieutenant le 25 avril 1793 dans un des régiments de l'armée du Nord, et attaché à l'état-major de Dugommier, chargé du siège de Toulon (septembre à décembre 1793). Il se distingue à ce siège et est nommé adjudant-général chef de bataillon.
Le 14 juin 1794, il est envoyé à l'armée d'Italie en qualité de chef de brigade. 
Marié le 1er pluviôse an IV (21 janvier 1796) à Millas, Pyrénées-Orientales, avec Victoire Selve (1771-1856) dont une fille Victoire Espérance Buget (1802-1856).
Il reçoit sa première blessure le 6 germinal an VII (26 mars 1799) sous les murs de Legnano, et le 27 floréal an VII (16 mai 1799) il est de nouveau blessé à Marengo le 25 prairial an VIII (14 juin 1800). Le premier Consul le récompense de sa bravoure et de ses services par le grade de général de brigade le 8 germinal an IX (29 mars 1801). L'année suivante, il reçoit de Napoléon Bonaparte un sabre d'honneur et une lettre de félicitations.
Un peu plus tard, l'Empereur lui donne la croix de commandeur de la Légion d'honneur (14 juin 1804), le titre de baron de l'Empire et une riche dotation en Westphalie.
Le général Buget continue à se couvrir de gloire dans toutes les affaires où il se trouve. À Friedland (14 juin 1807), il perd la main droite emportée par un boulet, il en donne la nouvelle à sa femme dans une lettre écrite de la main gauche et empreinte d'un esprit de plaisanterie qui ne le quitte jamais. Treize jours après, on le revoit à la tête de sa brigade, après l'amputation de l'avant-bras.
Il fait la guerre d'Espagne (1808-1814) et se fait remarquer aux sièges de Saragosse (le premier de juin à août 1808 et le second du 20 décembre 1808 au 21 février 1809) et de Lérida (le 23 avril 1810 et du 29 avril au 14 mai 1810), à ce dernier siège un boulet emporte la moitié de son chapeau et brise sa longue vue dans la main qui lui reste. Quelques jours après, montant le premier à l'assaut flanqué de deux grenadiers, il a sa montre brisée dans son gousset par une balle. Rentré dans l'intérieur, il reçoit le commandement supérieur de Belle-Isle et ensuite celui des Pyrénées-Orientales.
Employé à la défense de Paris en juin 1813, la Restauration le rend à la vie civile le 18 octobre 1814.
Le maréchal Claude-Victor Perrin (1764-1841), ministre de Louis XVIII, le fait nommer lieutenant général le 28 mars 1823.
M. Buget est mort dans sa retraite à Perpignan (rue Saint-Sauveur), Pyrénées-Orientales, le 2 octobre 1839.

## Armoiries
| Figure | Blasonnement |
|        | Armes du baron Buget et de l'Empire (décret du 19 mars 1808, lettres patentes du 26 octobre 1808 (Paris)). D'azur, à la main de carnation aîlée d'or tenant un sabre d'argent à poignée d'or et mouvant de dextre; quartier des barons militaires. Livrées : les couleurs de l'écu. |